# Onthophagus solivagus
Onthophagus solivagus là một loài bọ cánh cứng trong họ Bọ hung (Scarabaeidae).